# طاقة الإعصار المتراكمة

مؤشر الطاقة المتراكمة للأعاصير في موسم 2024 في المحيط الأطلسي، مع نشاط مبكر وتوقف منتصف الموسم ثم نشاط نهائي قوي.

طاقة الإعصار المتراكمة (Accumulated Cyclone Energy) هي مفهوم ديناميكي-فيزيائي يُستخدم في وصف وتحليل الطاقة الإجمالية التي تولّدها الأعاصير أثناء دورة حياتها. يشمل هذا المفهوم مختلف مكونات الطاقة، ولا سيما الطاقة الحركية المرتبطة بسرعة الرياح وشدة الدوران، بالإضافة إلى الطاقة الحرارية الكامنة الناتجة عن الفوارق في الضغط ودرجة حرارة سطح المحيط. وتُعد هذه الطاقة إحدى الوسائل الأساسية لفهم أثر الأعاصير على الميزانية الحرارية والميكانيكية للغلاف الجوي، ودورها في إعادة توزيع الطاقة بين المناطق المختلفة من سطح الأرض.
وقد ميّزت الأدبيات العلمية الحديثة بين هذا المفهوم الفيزيائي المعقّد، وبين المقاييس العددية المبسطة التي تُستخدم لأغراض الرصد أو التحليل الإحصائي. ففي دراسات منشورة، مثل دراسة ويهنر (2021) في مجلة مناخ، والإدارة الوطنية للمحيطات والغلاف الجوي الأمريكية ومنشوراتها، وكذلك دراسة لاندسيا وزملائه (2010) في Journal of Climate، تم التأكيد على أن المؤشرات الشائعة مثل مؤشر الطاقة المتراكمة للأعاصير (ACE) ومؤشر القدرة التدميرية (PDI) ليست تمثيلاً مباشرًا للطاقة الكلية الحقيقية، بل هي أدوات تقريبية تستند إلى بيانات الرياح المسجّلة دوريًا، وتُستخدم لمقارنة الأعاصير ومواسمها عبر الزمن.
لهذا، فإن استخدام مصطلح "الطاقة المتراكمة" في تحليل الأعاصير يستلزم التمييز الدقيق بين المفهوم الفيزيائي المجرد للطاقة بوصفها كمية حركية وحرارية، وبين المؤشرات الإحصائية التي تعتمد على منهجيات تقريبيّة. ويُعد هذا التفريق ضروريًا لتفسير سلوك الأعاصير على أسس علمية موثوقة، خاصة في سياق دراسة التغير المناخي وآثاره على وتيرة الأعاصير وشدّتها خلال العقود الأخيرة.

## المفهوم الفيزيائي

مخطط يوضح تركيب الإعصار (العاصفة الإعصارية).

تتولّد الطاقة في الأعاصير من عدة مصادر فيزيائية معقّدة، أبرزها حرارة المحيطات والرطوبة النسبية العالية، حيث تُسهم هذه العوامل في تكوين الفوارق الحرارية والضغطية التي تؤدي إلى تسارع الرياح وتدوير النظام الجوي. وتُعد الطاقة الحركية (Kinetic Energy) والطاقة الحرارية الكامنة (Latent Heat Energy) من أهم الأشكال المرتبطة بالأعاصير المدارية، إذ تُغذي بنية الإعصار وتعزز شدة رياحه ومركز الضغط المنخفض فيه.
يعتمد مقدار الطاقة في الإعصار على عوامل مثل: سرعة الرياح، حجم الإعصار (قطره)، ومدة استمراره. فكلما كانت العاصفة أطول عمرًا، وأوسع نطاقًا، وأقوى رياحًا، زادت الطاقة التي تُطلقها ضمن الغلاف الجوي والمحيط المحيط بها. ولذلك تُعد الطاقة الكلية للإعصار مؤشرًا فعّالًا لتقدير قدرته التدميرية وتحديد مدى تأثيره على الأنظمة المناخية الإقليمية والعالمية.
ومع ذلك، لا يُقاس هذا المفهوم الفيزيائي المعقد عادة بطريقة مباشرة، بل يُستخدم مؤشر إحصائي تقريبي يُعرف باسم "الطاقة المتراكمة للأعاصير" (ACE)، والذي يعتمد فقط على سرعة الرياح القصوى دون أن يأخذ بعين الاعتبار الحجم الفعلي أو بنية الإعصار. لذا فثمة فرق جوهري بين المفهوم الفيزيائي للطاقة، وبين المؤشر الرقمي ACE المستخدم لأغراض الرصد والمقارنة.

## المفهوم والحساب

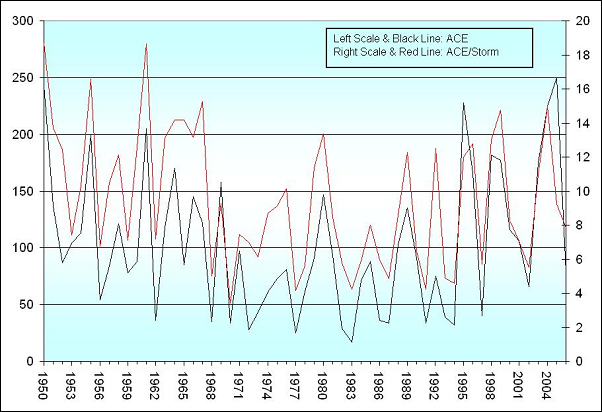
مؤشر الطاقة المتراكمة للأعاصير (ACE) في المحيط الأطلسي بين 1950 و 2006، يوضح تذبذب نشاط الأعاصير الموسمي وتأثره بالدورات المناخية المختلفة. المصدر : الإدارة الوطنية للمحيطات والغلاف الجوي الأمريكية (NOAA).

يُعرَّف مؤشر الطاقة المتراكمة للأعاصير (بالإنجليزية: Accumulated Cyclone Energy، واختصارًا: ACE) على أنه مقياس عددي يُستخدم لتقدير الطاقة الإجمالية التي تولّدها الأعاصير خلال فترة حياتها، بالاعتماد على سرعات الرياح القصوى المستمرة المسجّلة كل ست ساعات. ويُقصد به جمع مربعات سرعات الرياح عند أو فوق مستوى العاصفة المدارية (34 عقدة أو أكثر)، ثم تقسيم المجموع الناتج على 10,000، مما يجعل الناتج مؤشرًا بسيطًا يُمكن استخدامه للمقارنة بين الأعاصير المختلفة أو بين مواسم الأعاصير.
وتعتمد الصيغة الرياضية للمؤشر على مجموع مربعات سرعة الرياح القصوى (بالعقدة) عند فواصل زمنية قدرها ست ساعات، شريطة أن تكون السرعة مساوية أو تفوق عتبة العاصفة المدارية، أي 34 عقدة (63 كم/س). وتُعبّر عنها بالمعادلة التالية:
{\displaystyle ACE=10^{-4}\times \sum v^{2}}
حيث {\displaystyle v} هي سرعة الرياح القصوى المستمرة كل ست ساعات (بالعقدة)، ويُحسب المجموع فقط عندما تكون {\displaystyle v\geq 34} عقدة.
ويرجع السبب في تطوير مؤشر ACE إلى تحسين مؤشر سابق كان يُعرف باسم مؤشر إمكانية تدمير الإعصار (HDP)، والذي كان يركز فقط على الأعاصير التي تتجاوز سرعة رياح مستمرة مقدارها 64 عقدة. مع الحاجة لتقييم شامل لجميع الأعاصير التي تزيد سرعتها على 34 عقدة، تم تعديل الحساب ليصبح مؤشر الطاقة المتراكمة للأعاصير أداة أكثر شمولية ودقة في قياس النشاط الإعصاري الكلي خلال موسم معين.

## تطبيقات ACE وأهميته
يُستخدم مؤشر الطاقة المتراكمة للأعاصير (ACE) كأداة معيارية لتقييم شدة ونشاط الأعاصير عبر فترات زمنية مختلفة، سواء على مستوى عاصفة واحدة أو مواسم كاملة أو حتى عبر عقود. وتكمن أهميته في قدرته على دمج عاملَي القوة والزمن ضمن قيمة عددية واحدة، ما يسمح بإجراء مقارنات دقيقة بين الأعاصير الفردية وكذلك تحليل الاتجاهات المناخية على المدى الطويل.
على المستوى العملي، يُعد ACE مؤشراً مركزياً في تقارير المناخ السنوية الصادرة عن وكالات الأرصاد مثل الإدارة الوطنية للمحيطات والغلاف الجوي (NOAA)، حيث يُستخدم لتصنيف مواسم الأعاصير من حيث كونها نشطة، طبيعية، أو ضعيفة، بالمقارنة مع متوسطات تاريخية. كما يُستخدم المؤشر في نماذج التنبؤ الموسمية وتحليل التذبذبات المناخية مثل ظاهرة النينيو والتذبذب العقدي للمحيط الأطلسي، لما له من علاقة وثيقة بالتغيرات في نمط الأعاصير وتواترها.
علاوة على ذلك، فإن استخدام ACE في الدراسات المناخية يتيح تقويمًا أدق لتأثير التغير المناخي على تطور الأعاصير من حيث القوة، والمدة، والتكرار، مقارنة باستخدام عدد الأعاصير وحده. ولذلك يُعتبر ACE أداة علمية أساسية لفهم العلاقة بين الاحترار العالمي والتغيرات في السلوك الإعصاري.

## سجلات قياسية ومواسم لافتة
| الموسم | العواصف الاستوائية (TS) | الأعاصير (HU) | الأعاصير الكبرى (MH) | مؤشر ACE |
| ------ | ----------------------- | ------------- | -------------------- | -------- |
| 1893   | 12                      | 10            | 5                    | 231.15   |
| 1926   | 11                      | 8             | 6                    | 229.56   |
| 1933   | 20                      | 11            | 6                    | 258.57   |
| 1950   | 16                      | 11            | 6                    | 211.28   |
| 1961   | 12                      | 8             | 5                    | 188.9    |
| 1995   | 19                      | 11            | 5                    | 227.10   |
| 1998   | 14                      | 10            | 3                    | 181.76   |
| 2004   | 15                      | 9             | 6                    | 226.88   |
| 2005   | 28                      | 15            | 7                    | 245.3    |
| 2017   | 17                      | 10            | 6                    | 224.88   |

يمكن لمؤشر الطاقة المتراكمة للأعاصير (ACE) تتبع النشاط الإعصاري عبر السنين، مما يوفّر أداة مرجعية دقيقة لمقارنة شدة وتواتر الأعاصير في مناطق وأوقات مختلفة. وفقًا لسجلات وكالة NOAA، يُعتبر موسم أعاصير شمال المحيط الأطلسي لعام ٢٠٠٥ من أكثر المواسم نشاطًا مسجلًا، حيث بلغ مؤشر ACE حينها حوالي ٢٥٠، متجاوزًا المتوسطات المناخية المعتادة بنحو الضعف، متأثرًا بعواصف شديدة وطويلة الأمد مثل كاترينا وويلما. وعلى مستوى الأعاصير الفردية، سجل الإعصار فريدي في عام ٢٠٢٣ الرقم القياسي العالمي لأعلى قيمة ACE لعاصفة واحدة (٨٧.٠١)، متجاوزًا الرقم السابق للإعصار إيوكي (٨٢)، كما حققت أعاصير أخرى كإيرما (٢٠١٧)، إيفان (٢٠٠٤)، وفلورنس (٢٠١٨) قيمًا مرتفعة تعكس طول مدتها وكثافة قوتها.
يمتاز مؤشر ACE بتفاوته الجغرافي الواضح بين الأحواض المحيطية، حيث يعكس الفوارق المناخية والإقليمية المؤثرة في تشكل الأعاصير وشدتها. ففي حوض شمال الأطلسي تُستخدم قيم ACE لتصنيف المواسم إلى نشطة وطبيعية وضعيفة، مع اعتبار القيم فوق ١١١ موسماً نشطًا. بالمقابل، يسجل المحيط الهادئ الغربي عادة قيمًا أعلى نظرًا لعدد الأعاصير الأكبر وطول مدة نشاطها، رغم أن معظمها لا يؤثر بشكل مباشر على اليابسة.
| الفئة          | مؤشر ACE [عقدة2] | نسبة من القيمة الوسيطة (1951–2020) |
| -------------- | ---------------- | ---------------------------------- |
| نشطة للغاية    | > 159.6          | > 165%                             |
| أعلى من المعدل | 126.1–159.6      | 130%–165%                          |
| قرب المعدل     | 73.0–126.1       | 75%–130%                           |
| أدنى من المعدل | < 73.0           | < 75%                              |

يرتبط نشاط ACE ارتباطًا وثيقًا بالتذبذبات المناخية الكبرى، خاصة ظاهرتا النينيو–التذبذب الجنوبي (ENSO) وتذبذب شمال الأطلسي (NAO). فالنينيو يقلل نشاط الأعاصير في الأطلسي ويزيده في المحيط الهادئ الشرقي، بينما تعزز ظاهرة اللانينيا نشاط الأعاصير في حوض الأطلسي. كما تشير الدراسات إلى أن ارتفاع نشاط ACE في الأطلسي خلال العقود الأخيرة يرتبط بدورات حرارة المحيط الأطلسي (AMO) وتغيرات في أنماط الرياح العالمية، مما يعكس تأثيرات طويلة الأمد على سلوك الأعاصير.
يُسهم مؤشر ACE إذًا في توفير رؤية دقيقة حول التغيرات الموسمية والإقليمية، ويُستخدم في التحليل المناخي لتقييم المخاطر الإعصارية والتخطيط للاستعدادات، معتمدًا على الرسوم البيانية الزمنية التي توضح التذبذبات والتغيرات المناخية المرتبطة بها.

## النقاش العلمي والأبحاث الحديثة

مؤشر PDO الشهري المُلاحظ للفترة من 1900 إلى 2019

رغم شيوع استخدام مؤشر الطاقة المتراكمة للأعاصير (ACE) في تحليل نشاط الأعاصير، فقد أثيرت عدة تساؤلات حول محدوديته في تمثيل الصورة الكاملة للطاقة الإعصارية. إذ يرى بعض الباحثين أن ACE، لكونه يعتمد فقط على سرعة الرياح السطحية القصوى، قد يُغفل عوامل ديناميكية أخرى مؤثرة مثل حجم العاصفة، وضغطها الجوي المركزي، ومعدل تراكم الطاقة الحرارية من سطح المحيط.
كما أن مؤشر ACE لا يأخذ بعين الاعتبار التوزيع المكاني للرياح حول مركز الإعصار، حيث يركز فقط على السرعات القصوى المُسجلة في نقاط محددة، مما قد يؤدي إلى تجاهل الفروقات الكبيرة في حجم وشكل الأعاصير المختلفة. هذا القصور يحدّ من قدرة ACE على التعبير الكامل عن الطاقة الحركية المتكاملة للعاصفة، والتي تعكس بشكل أدق القدرة التدميرية والتأثير المناخي.
بناءً على ذلك، ظهرت مؤشرات بديلة أو مكملة، مثل مؤشر الطاقة الحركية المتكاملة (Integrated Kinetic Energy - IKE)، الذي يأخذ بالحسبان توزيع الرياح على مساحة أوسع، مما يُوفّر تقديرًا أدق لقدرة الإعصار التدميرية على اليابسة. كما طُورت مؤشرات أخرى لقياس حجم الإعصار أو طاقته الحرارية، في محاولات لتحسين تمثيل الظواهر الإعصارية ضمن نماذج المحاكاة المناخية.
من جهة أخرى، أثار التغير المناخي جدلًا واسعًا حول ما إذا كانت الاتجاهات المسجلة في ACE تعكس ازديادًا فعليًا في قوة الأعاصير أم تغيّرات في أنماط رصدها. فبينما تشير بعض الدراسات إلى وجود اتجاه تصاعدي في قيمة ACE عالميًا، خاصة في أحواض معينة كالمحيط الهندي الغربي وشمال الأطلسي، تُرجّح دراسات أخرى أن بعض الزيادات المسجلة في مؤشر ACE قد تعود جزئيًا إلى تحسّن تقنيات الرصد الفضائي منذ ثمانينيات القرن الماضي، بالإضافة إلى تأثيرات دورية لعوامل مناخية مثل التذبذب الصفحي للمحيط الهادئ (PDO)، الذي يُظهر ارتباطًا زمنيًا مع نشاط الأعاصير، خاصة في أحواض كالمحيط الهادئ الشمالي. ومع ذلك، لا يزال مؤشر ACE يحتفظ بقيمته العلمية كأداة معيارية بسيطة وموثوقة في تتبّع النشاط الإعصاري عبر الزمن، خصوصًا عند استخدامه إلى جانب مؤشرات أخرى في التحليل الشامل للتغيرات المناخية.
تطوّرت وسائل رصد الأعاصير بشكل ملحوظ منذ منتصف القرن العشرين، حيث انتقل العلماء من الاعتماد على تقارير السفن والمشاهدات الساحلية إلى استخدام الطائرات الاستطلاعية ثم الأقمار الصناعية عالية الدقة. هذا التقدم حسّن دقة قياس سرعة الرياح وتحديد مسار العاصفة ومدتها، لكنه في المقابل أدّى إلى تفاوت في شمولية البيانات التاريخية. فالأعاصير القصيرة أو الضعيفة التي كانت تغيب عن الرصد سابقًا تُسجّل اليوم بسهولة، مما يجعل بعض الزيادات الظاهرة في ACE ناتجة عن تحسّن التغطية الرصدية أكثر من تغيّر فعلي في النشاط الإعصاري.
إضافةً إلى ذلك، يؤثر اختلاف طرق وأدوات رصد الأعاصير – من الملاحظات السطحية المباشرة إلى الأقمار الصناعية الحديثة – على دقة حساب ACE، حيث قد تتفاوت البيانات حسب جودة التغطية والرصد، مما يفرض تحديات في توحيد القياسات عبر فترات زمنية طويلة.
لذلك، يُنظر إلى ACE كأداة معيارية لكنها لا تغني عن تقييم شامل يشمل مؤشرات متعددة واعتبارات فنية متقدمة، خاصة في ضوء التغيرات المناخية المستمرة وتعقيد الظواهر الإعصارية.

## التوزيع الجغرافي لمؤشر ACE
يتفاوت مؤشر الطاقة المتراكمة للأعاصير (ACE) بشكل ملحوظ بين الأحواض المحيطية المختلفة، مما يعكس الفوارق المناخية والإقليمية التي تؤثر على تشكل الأعاصير وقوتها. يُعد مؤشر ACE أداة رئيسية لرصد النشاط السنوي للأعاصير في أحواض مثل شمال المحيط الأطلسي، والمحيط الهادئ الشرقي والغربي، والمحيط الهندي، وبحر العرب، إضافة إلى جنوب غرب المحيط الهادئ.

مؤشر الطاقة المتراكمة للأعاصير في المحيط الأطلسي. المصدر: NOAA CPC.

في حوض شمال الأطلسي، تُستخدم قيم ACE لتصنيف نشاط المواسم إلى مستويات منخفضة وطبيعية وعالية، حيث تُعد قيم المؤشر فوق 111 موسماً نشطاً، فيما سجل موسم 2005 نشاطًا قياسيًا بقيمة ACE بلغت حوالي 250، متأثرة بعواصف شديدة وطويلة الأمد مثل كاترينا وويلما. بالمقابل، يُسجّل المحيط الهادئ الغربي عادة قيم ACE أعلى نسبيًا، نتيجة لعدد الأعاصير الأكبر وطول مدة نشاطها، مع أن معظمها لا يؤثر بشكل مباشر على اليابسة.
في حوض شمال الأطلسي، تُستخدم قيم ACE لتصنيف نشاط المواسم إلى مستويات منخفضة وطبيعية وعالية، حيث تُعد قيم المؤشر فوق 111 موسماً نشطاً، فيما سجل موسم 2005 نشاطًا قياسيًا بقيمة ACE بلغت حوالي 250، متأثرة بعواصف شديدة وطويلة الأمد مثل كاترينا وويلما. بالمقابل، يُسجّل المحيط الهادئ الغربي عادة قيم ACE أعلى نسبيًا، نتيجة لعدد الأعاصير الأكبر وطول مدة نشاطها، مع أن معظمها لا يؤثر بشكل مباشر على اليابسة.

## العلاقات المناخية طويلة الأمد
يرتبط مؤشر ACE ارتباطًا وثيقًا بالتذبذبات المناخية الكبرى، لا سيما ظاهرتا النينيو–التذبذب الجنوبي (ENSO) وتذبذب شمال الأطلسي (NAO)، إذ تؤثر هذه الظواهر بشكل مباشر على تكوين وشدة الأعاصير في مناطق مختلفة. فالنينيو عادة يقلل نشاط الأعاصير في الأطلسي، ويزيده في المحيط الهادئ الشرقي، بينما تعزز ظاهرة اللانينيا نشاط الأعاصير في حوض الأطلسي.
تشير الدراسات إلى أن فترات ارتفاع نشاط ACE في الأطلسي خلال العقود الأخيرة ترتبط بدورات حرارة المحيط الأطلسي (AMO) وتغيرات في أنماط الرياح العالمية، مما يعكس تأثيرًا طويل الأمد على نشاط الأعاصير.

## الرسوم البيانية والمؤشرات الزمنية
تلعب الرسوم البيانية الزمنية لمؤشر ACE دورًا محوريًا في تتبع نشاط الأعاصير عبر السنين، إذ توضح هذه الرسوم التغيرات الموسمية والتقلبات المرتبطة بالتغيرات المناخية. وتعتمد العديد من الدراسات والسياسات المناخية على هذه التحليلات لتقييم المخاطر الإعصارية والتخطيط للاستعدادات.

## الوصلات الخارجية
- تقارير الأعاصير من المركز الوطني للأعاصير (NHC)
- IBTrACS – قاعدة بيانات الأعاصير العالمية
- توقعات الأعاصير الموسمية – مركز التنبؤات المناخية (CPC)
- Colorado State University – توقعات الأعاصير الموسمية ومؤشرات ACE